# 国務大官
国務大官（こくむたいかん、英語: Great Officer of State）は、イギリスにおける伝統的な国王の大臣である。高等国務卿などとも訳される。 
国務大官は、大侍従卿・軍務伯のように世襲で任じられる職と、大家令のように儀式を行う際に任じられる職、そして大法官のように内閣の閣僚の一員として任命される職がある。イングランドとスコットランド 、以前はアイルランドにも、国務大官は別々に存在していた。 
国務大官は、歴史的に影響力が大きい役職であったが、現在では主に儀式を行っている。内閣で閣僚と扱われる役職以外の多くの国務大官は、国家や王室の実務からは除外されている 。

## イングランド（およびウェールズ）
イングランドとウェールズからなる旧イングランド王国の国務大官 (Great Officer of State) は次のとおり。 
| 順位 | 役職       | 写真 | 現職                                                       | 注記 |
| ---- | ---------- | ---- | ---------------------------------------------------------- | --- |
| 1    | 大家令     |      | サー・ゴードン・メッセンジャー 陸軍大将                    | 1421年以降のほとんどの時期は空位である。特定の式典のために特別に任命されるにすぎず、現代では戴冠式の際に任命される。過去の貴族弾劾裁判では大法官が臨時の大家令に任命されることが多かったが、貴族院における貴族の弾劾裁判は1948年刑事裁判法により廃止された。                        |
| 2    | 大法官     |      | シャバナ・マフムード                                       | 国王の書記長として始まった役職で、過去には行政・立法・司法の3権に関する権限を一身に担っていたが、現在は司法省を所管する閣僚職である。大法官と兼務が多かった国璽尚書(国璽・御璽の管理を行う)の官職は1761年に廃止され、職務は大法官に統合されていた。                                 |
| 3    | 大蔵卿     |      | 大蔵卿委員会が職務を遂行する                               | 第二大蔵卿 (Second Lord of the Treasury) となる財務大臣が元来の実務を行う。大蔵卿委員会の委員長である第一大蔵卿 (First Lord of the Treasury) は、ほとんどの場合にイギリスの首相が兼務する。                                                                                         |
| 4    | 枢密院議長 |      | ルーシー・パウエル                                         | 枢密院の長である。現在は、枢密院の事務局を所管する閣僚職である。 |
| 5    | 王璽尚書   |      | バジルドンのスミス女男爵 アンジェラ・スミス                | 国王の私的な印章を管理する官職であったが、1873年には、大法官から国璽・御璽の管理が移管された。現在は、実務上の職責を持っていないが閣僚職である。 |
| 6    | 式部卿     |      | 第7代キャリントン男爵 ルパート・キャリントン               | 属人的。現在は、ウェストミンスター宮殿内で両院のいずれにも属さない部分（女王・王のお召し替えの間とロイヤル・ギャラリー）を管理する役職である。元来の役割は、現在は宮内長官の管理の下で執行されている。                                                                              |
| 7    | 大司馬     |      | サー・トニー・ラダキン 海軍大将                            | 元来、国王軍の司令官であり、平時には王室の馬を管理していた。1521年以降は戴冠式の際にだけ任命される。元来の役割は現在、主馬頭が担っている。 |
| 8    | 軍務伯     |      | 第18代ノーフォーク公爵 エドワード・フィッツアラン=ハワード | 元来は大司馬の副官職。やがて典礼・紋章院の統括を職務とするようになり紋章院の総裁となった。元来の役割は現在、主馬頭が担っている。 |
| 9    | 海軍卿     |      | 国王 チャールズ3世                                         | アドミラルティ（海軍本部）の長であり、現在は君主や王族の名誉職。1709年以降1827年まで空席で、1828年以降は1964年にエリザベス2世女王が就任するまで空席であった。2021年のエディンバラ公爵フィリップ王配薨去後、再びエリザベス2世が就き、女王崩御後は現・国王チャールズ3世が務めている。 |

## スコットランド
旧スコットランド王国の国務大官は以下のとおり。
| 順位                                      | 役職                                      | 写真                                      | 現職（最終在任者を含む） | 注記 |
| 上級国務大官（Greater Officers of State） | 上級国務大官（Greater Officers of State） | 上級国務大官（Greater Officers of State） | 上級国務大官（Greater Officers of State）                                                                                   | 上級国務大官（Greater Officers of State） |
| ----------------------------------------- | ----------------------------------------- | ----------------------------------------- | --- | --- |
| 1                                         | 大法官                                    |                                           | 初代シーフィールド伯爵 ジェイムズ・オグルヴィ                                                                               | 1707年の合同後、イングランド大法官と統合されて、グレートブリテン大法官に改組された。                                                                  |
| 2                                         | 大蔵卿                                    |                                           | 委員会制： 初代シーフィールド伯爵 ジェイムズ・オグルヴィ 初代グラスゴー伯爵 デイヴィッド・ボイル フランシス・モントゴメリー | 1707年の合同後、イングランド大蔵卿と統合されて、グレートブリテン大蔵卿に改組された。                                                                  |
| 3                                         | 王璽尚書                                  |                                           | 初代ブリーダルベイン侯爵 ギャヴィン・キャンベル                                                                             | 初代ブリーダルベイン侯爵の死去以降（1922年）、空位となっている。 なお、1707年合同時の在任者は、第2代クイーンズベリー公爵ジェイムズ・ダグラス。        |
| 4                                         | 国務大臣                                  |                                           | 第3代ラウドン伯爵 ヒュー・キャンベル 第23代マー伯爵 ジョン・アースキン                                                      | 国務長官は在任者が2名いることが慣例であったが、1709年に官職自体が廃止された。                                                                         |
| 下級国務大官（Lesser Officers of State）  |                                           |                                           | | |
| 5                                         | 公文書記録管理長官                        |                                           | エリシュ・アンジョリーニ | 1817年以降、公文書記録管理長官は印章管理官（Keeper of the Signet）を兼任する。 なお、1707年合同時の在任者は、初代グラスゴー伯爵デイヴィッド・ボイル。 |
| 6                                         | 法務長官                                  |                                           | ドロシー・ベイン | 1707年合同時の在任者は、サー・ジェイムズ・ステュアート。                                                                                              |
| 7                                         | 副大蔵卿                                  |                                           | 初代グラスゴー伯爵 デイヴィッド・ボイル                                                                                     | 1707年合同法により廃止された。 |
| 8                                         | 民事上訴裁判所副長官                      |                                           | ドリアン女卿 リーオナ・ドリアン                                                                                             | 1707年合同時の在任者は、オーミストン卿アダム・コックバーン。                                                                                          |